# 扎里奇亞 (莫斯季斯卡市鎮)
49°48′49″N 23°18′51″E / 49.81361°N 23.31417°E
扎里奇亞（羅馬化：Zarichchia）是烏克蘭西部的村莊，隸屬利維夫州的亞沃里夫區。該村始建於1940年，面積1.26平方公里，海拔高度218米，2001年人口670，人口密度每平方公里530.06人。